# Jet Set (film)
Jet Set je francouzská filmová komedie z roku 2000, kterou režíroval Fabien Onteniente podle vlastního scénáře. Snímek měl světovou premiéru dne 14. června 2000.

## Děj
Jimmy vidí, jak jeho jeho předměstský bar postupně krachuje, a tak přijde s nápadem přivést sem pařížskou smetánku, která by pomohla jeho malému, upadajícímu podniku. Proto pošle svého přítele Mikea, nezaměstnaného špatného herce, aby se dostal do vyšší společnosti, aby získal adresář osobností, které může pozvat.

## Obsazení
| Samuel Le Bihan                      | Mickaël Gonzalvez             |
| Lambert Wilson                       | Arthus de Poulignac           |
| Ornella Muti                         | Camilla Balbeck               |
| Ariadna Gil                          | Andréa Dionakis               |
| José Garcia                          | Mellor de Silva               |
| Bruno Solo                           | Jimmy                         |
| Lorànt Deutsch                       | Lydia                         |
| Estelle Larrivaz                     | ROLE                          |
| Guillaume Gallienne                  | Evrard Sainte-Croix           |
| Elli Medeiros                        | Danielle Joubert              |
| Antoinette Moya                      | paní Gonzalvez, Mikeova matka |
| Laurent Brochant                     | Rodolphe de Bottron           |
| Aurore Clément                       | Nicole Shutz                  |
| Alexandre Zouari                     | Kashayar, kadeřník            |
| Karim Attia                          | Karim                         |
| Jovanka Sopalovic                    | Natacha                       |
| Foc Khan                             | Foc Kan                       |
| Enzo Onteniente                      | Théo                          |
| Rodolfo De Souza                     | Miguel Torrès                 |
| Marina Tomé                          | zaměstnankyně úřadu práce     |
| Cathy Guetta                         | Mercedes                      |
| Didier Brengarth                     | prodavač u Gucciho            |
| Armelle                              | Frénégonde                    |
| Valérie Benguigui                    | baronka                       |
| Emmanuel Booz                        | obchodník s uměním            |
| Thierry Descamps                     | obchodník s uměním            |
| Adel Kachermi                        | sebe sama                     |
| Anne-Charlotte Pontabry, dite Cachou | sebe samu                     |
| Bernard Loiseau                      | sebe sama                     |

## Místa natáčení
- Paříž
  - 1. obvod: Place Vendôme (kanceláře Nicole Shutz)
  - 6. obvod: Lucemburský palác (charitativní galavečer „Děti Afriky“ )
  - 8. obvod: Pont Alexandre III, Place de la Concorde (Hôtel de Crillon), Place François-Ier (soukromé sídlo Evrarda Sainte-Croix), Pavillon Ledoyen, Avenue des Champs-Elysées
  - 15. a 16. obvod: Pont Mirabeau, Bois de Boulogne, stadion Roland-Garros, park Bagatelle
- Montreuil
- Aubervilliers
- Letiště Charlese de Gaulla
- Saint-Tropez